# Mesoplatypus grandiclava
Mesoplatypus grandiclava is een keversoort uit de familie snuitkevers (Curculionidae). De wetenschappelijke naam van de soort werd in 1912 gepubliceerd door Strohmeyer.